# Mlekovita
Mlekovita er et polsk mejerikooperativ, som er baseret i Wysokie Mazowieckie, Województwo podlaskie, Polen. De har 3.961 ansatte.